# エメル (エメル・マトルティ)
エメル（エメル・マトルティ、英: EMEL、英: Emel Mathlouthi、アラビア語: آمال المثلوثي、1982年1月11日 - ）は、チュニジア出身のシンガー・ソングライター。現在は、米・ニューヨークを拠点に活動している。
デビュー・アルバムの表題曲である「Kelmti Horra（邦題：わたしの言葉は自由）」が話題を呼び、「Ya Tounes Ya Meskina （かわいそうなチュニジア）」とともに“チュニジア革命の声”として広く知られるようになった。

## 来歴
チュニジアの首都・チュニスの郊外で生まれ、10歳で作曲を始める。
学生時代、仲間とともにバンドを結成し、ニルヴァーナやメタリカなど、90年代のグランジミュージックを演奏。そののち、ジョーン・バエズの声に感銘を受け、バンドを脱退後、プロテストソングの作曲を始める。そのほかにインスパイアされた音楽として、アメリカのフォークミュージック、サイケデリックミュージック、アーティストでは、ボブ・ディラン、ジョーン・バエズ、ジャニス・ジョップリン、レッド・ツェッペリン、アラブのオルタナティブシーンから、レバノンのマルセル・ハリーファ、エジプトのシェイク・イマームらを挙げている。
2006年、RMC Middle East Music Awardのファイナリストに選出。 
2008年、チュニジア政府が彼女の曲を放送禁止に指定したことをきっかけに渡仏。フランスでのライブパフォーマンスは、チュニジア国内のインターネット上で話題になった。
2010年、チュニジアで起こった「ジャスミン革命」の渦中で、「Kelmti Horra」を歌う様子を収めた動画がネット上で拡散され、同曲はアラブの春がアンセムになる。 
2012年、「Kelmti Horra」（ケルムティ・ホッラ、邦題：私の言葉は自由）でCDデビュー。 
2014年には、Ayat Najafiの監督によるドキュメンタリー映画「No Land’s Song」に出演。1979年当時、女性が一人で歌うことが禁じられていたイラン初の女性ソロ歌手を演じた。同作はモントリオール世界映画祭にて、最優秀ドキュメンタリー賞を受賞。
2015年、ノーベル平和賞授賞式のセレモニーとノーベル平和賞コンサートの両方に招待され「Kelmti Horra」を歌唱。ノーベル平和賞コンサート主催者のジェイ・レノは、記者会見で史上初のアラブ人女性歌手として出演した彼女を称賛。
2017年3月15日、セカンドアルバム「Ensen（邦題：人間）」をリリース。 
2019年9月27日、3枚目のアルバム「Everywhere We Looked Was Burning」をリリース。 

## デビュー・アルバム：Kelmti Horra（わたしの言葉は自由）
本作は、2012年1月にリリースされ、デビュー間もなくの出世作となった。このアルバムでは、ジョーン・バエズ、マッシヴ・アタック、ビョークに影響がみられる。
チュニジアの悪政に言及したプロテストソングが収録されている。
本人は「Kelmti Horra」のことを「困難な時期に人々を支え、将来や自分自身への希望をもたせ、独裁装置に抵抗し続ける力を与える曲」だと説明している。 

## セカンドアルバム： Ensen（人間）
2017年2月24日にPartisan Recordsからリリース。 
レコーディングは、現在彼女が家族と在住する米・ニューヨークのほか、アイスランド、スウェーデン、フランスなど7カ国で行われた。 
本作のプロデューサーには、ビョークともコラボしたことがあるヴァルゲイル・シグルズソンも含む4人を招いている。チュニジア、フランス、アメリカと拠点を移しながら音楽活動を続けてきた彼女は、本作について、「ただ、点と点を結び合わせたかったんです」と語っている。
2016年2月16日、2曲目の「Ensen Dhaif」（邦題：人間、無力な人間）は、ピッチフォーク・メディアの「ベストニュートラック」に選ばれた。  
2019年、初のすべて英語詞からなるアルバム「Everywhere We Looked Was Burning」をリリース。気候変動と環境をテーマとしている。

## ディスコグラフィ

### アルバム
- Kelmti Horra（邦題：私の言葉は自由） - 2012年
- Ensen（邦題：人間） - 2017年
- Ensenity（Reworks Album） - 2018年「Ensen」のリミックス版
- Everywhere We Looked Was Burning - 2019年

### 参加アルバム
- The Rough Guide To Arabic Revolution（World Music Network） - 2013年
- Now Indie Arabia（ユニバーサルミュージックグループ） - 2016年
- Philia: Artists Rise Against Islamophobia（Floating House Recordings） - 2017年